# Giuseppe Terragni
Giuseppe  Ercole Enea Terragni Giamminola (Meda,  18 de abril de 1904 – 19 de julho de 1943) foi um arquitecto italiano, líder do racionalismo italiano. O seu pai era construtor civil. Mudou-se com a família, em 1909, para a cidade de Como. Terminada aí a sua educação básica, Giuseppe inscreve-se no Instituto Técnico Cajo Plínio Secondo, considerado o melhor estabelecimento de ensino de Ciências puras. No outono de 1921 matricula-se na Escola de Arquitectura do Politécnico de Milão, onde se destaca como aluno exemplar, ainda que, pessoalmente, se sinta desagradado com o género de ensino aí ministrado. Efectivamente, os académicos de Milão defendiam uma arquitectura bastante afastada das correntes modernas.
Em 1925 visita Roma e Florença onde se interessa pelo seu património arqueológico, desenhando vários esboços e esquemas das topologias de construção.
Defensor da ideologia fascista, foi o autor de uma das obras mais representativas do racionalismo italiano: a Casa del Fascio.
Outras obras importantes deste autor:
- Os Apartamentos Novocomum, em Como (conhecida vulgarmente por "Transatlântico");
- A Escola Sant'Elia;
- O espaço 1922, inserido na Mostra della Rivoluzione Fascista (1932, comemorando os dez anos da implantação do fascismo em Itália);
- O Danteum[1] (que nunca passou de um projecto, devido ao declínio do regime fascista); tradução arquitectónica e metafísica da Divina Comédia;

Em 1943, depois de ter participado na Segunda Guerra Mundial, morre com a idade de 39 anos, em circunstâncias ainda não bem esclarecidas.